# Javier Rubio García-Mina
Javier Rubio García-Mina (26 de febrero de 1924-20 de junio de 2021), fue un economista, ingeniero aeronáutico y diplomático español. Ocupó varios consulados en Francia y en América del Sur, fue cónsul general de España en París y Embajador de España en Budapest (años 80). 

## Biografía
Es hermano del político Jesús Rubio García-Mina.
Sus investigaciones han propiciado importantes descubrimientos historiográficos, como por ejemplo la demostración de la implicación del Duque de Montpensier, Antonio María de Orleans, en el asesinato del General Prim (España y la Guerra de 1870), o el papel frustrado del general Martínez-Campos en la posibilidad de una salida airosa a la crisis cubana.

## Premios y distinciones
- Gran Cruz de la Orden de Alfonso X el Sabio
- Caballero de la Orden del Mérito Civil
- Gran Oficial en la Categoría de Oro de la República de Austria
- Gran Oficial de la Orden al Mérito de la República Italiana.
- Finalista del Premio Espejo de España (1979) y del Premio Nacional de Historia de España (1995).

## Obras
Es autor de varios libros sobre historia de las relaciones internacionales de España. También sobre el exilio español (tres volúmenes) como consecuencia de la Guerra Civil de 1936-1939.
- Asilos y canjes durante la guerra civil española : aspectos humanitarios de una contienda fratricida, Barcelona, Planeta, 1979, ISBN 84-320-0620-3
- La cuestión de Cuba y las relaciones con los Estados Unidos durante el reinado de Alfonso XII, Madrid, Ministerio de Asuntos Exteriores, 1995, ISBN 84-87661-68-8
- La emigración de la Guerra Civil de 1936-1939, Madrid, San Martín, 1977, ISBN 84-7140-147-9
- La emigración española a Francia, Barcelona, Ariel, 1974, ISBN 84-344-2463-0
- España y la guerra de 1870, Madrid, Ministerio de Asuntos Exteriores, Secretaría General Técnica, 1989, ISBN 84-85290-72-0
- El final de la era de Cánovas, Madrid : Ministerio de Asuntos Exteriores, Secretaría General Técnica, 2004, ISBN 84-95265-32-X
- El gobierno español en busca de una garantía internacional sobre Cuba en vísperas de 1898,
- El reinado de Alfonso XII, problemas iniciales y relaciones con la Santa Sede, Madrid : Ministerio de Asuntos Exteriores,   Secretaría General Técnica, 1998, ISBN 84-87661-98-X

- Datos: Q5928177